# West-Saksisch voetbalkampioenschap 1924/25
In 1924/25 werd het dertiende voetbalkampioenschap van West-Saksen gespeeld, dat georganiseerd werd door de Midden-Duitse voetbalbond. SVgg Meerane 07 werd kampioen en plaatste zich voor de Midden-Duitse eindronde. De club versloeg Viktoria 1913 Lauter en verloor dan van Chemnitzer BC.
FC 02 Schedewitz veranderde de naam in FC 02 Zwickau.

## Gauliga
| Plaats | Club                     | Wed. | W  | G | V  | Saldo | Ptn.  |
| ------ | ------------------------ | ---- | -- | - | -- | ----- | ----- |
| 1.     | SVgg Meerane 07          | 18   | 15 | 2 | 1  | 76:11 | 32:4  |
| 2.     | VfB 1907 Glauchau        | 18   | 13 | 1 | 4  | 50:15 | 27:9  |
| 3.     | VfL 1905 Zwickau         | 18   | 10 | 4 | 4  | 61:29 | 24:12 |
| 4.     | Zwickauer SC 05          | 18   | 10 | 4 | 4  | 53:31 | 24:12 |
| 5.     | Planitzer SC 1912        | 18   | 7  | 5 | 6  | 39:29 | 19:17 |
| 6.     | FC 1902 Zwickau          | 18   | 6  | 7 | 5  | 33:23 | 19:17 |
| 7.     | TuB 1900 Werdau          | 18   | 5  | 6 | 7  | 33:35 | 16:20 |
| 8.     | Fußballring 1919 Crossen | 18   | 5  | 1 | 12 | 21:93 | 11:25 |
| 9.     | SpVgg 1906 Crimmitschau  | 18   | 2  | 3 | 13 | 17:52 | 7:29  |
| 10.    | SpVgg 1920 Niederhaßlau  | 18   | 0  | 1 | 17 | 12:77 | 1:35  |

|  | Kampioen, geplaatst voor Midden-Duitse eindronde |
|  | Degradatie                                       |